# Стейтсборо
Стейтсборо (англ. Statesboro) — город в США, в штате Джорджия, административный центр округа Буллок.

## География

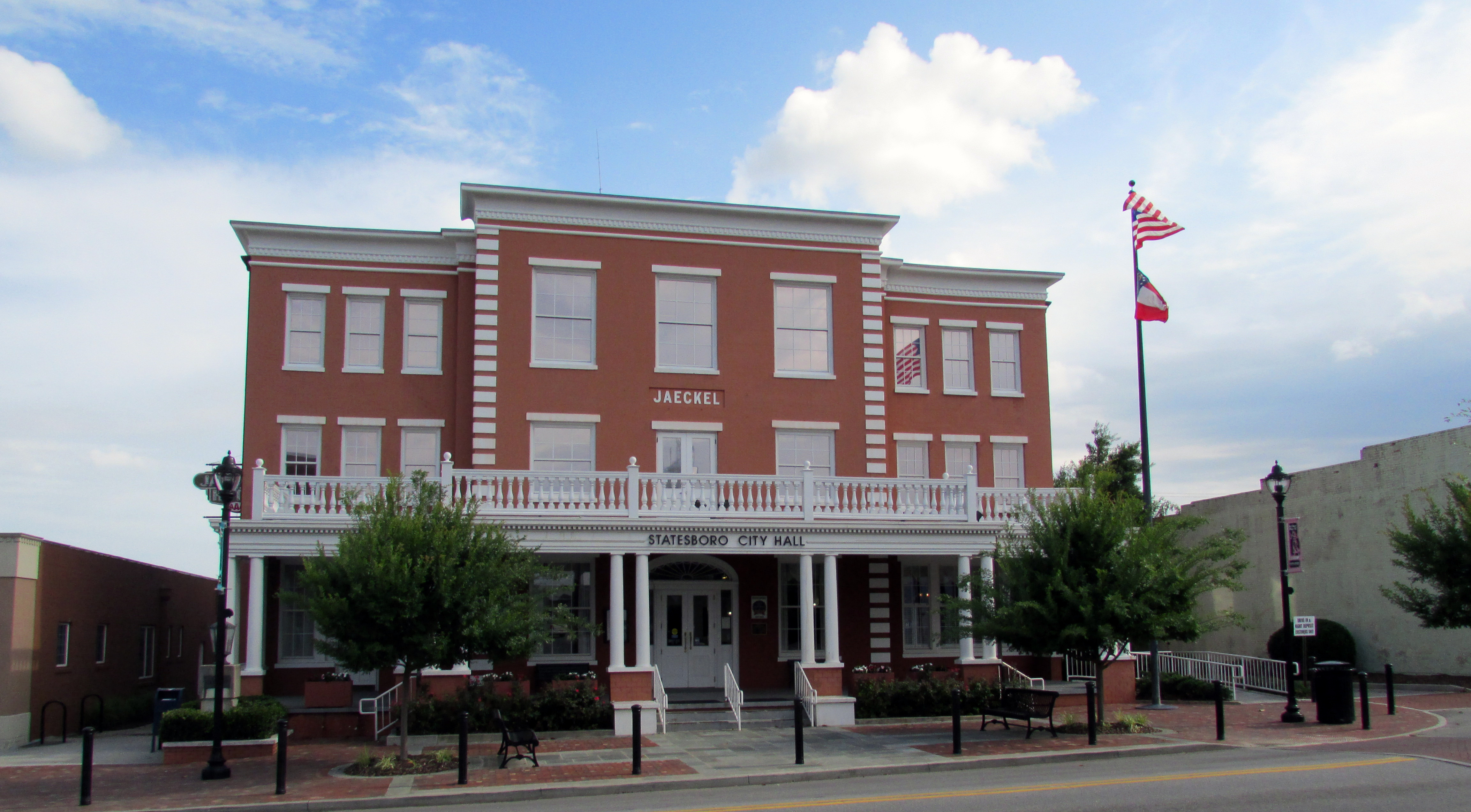
Городская ратуша

Город расположен в восточной части штата Джорджия, в пределах Приатлантической низменности, на высоте 77 м над уровнем моря. По данным Бюро переписи населения США площадь города составляет 35,9 км², из них примерно 0,9 км² (2,6 %) занимают открытые водные поверхности.

## Население
По оценочным данным на 2013 год население города составляет 29 937 человек.
По данным прошлой переписи 2010 года население города насчитывало 28 422 человека . Плотность населения — около 790 чел/км². Расовый состав: белые (53,0 %); афроамериканцы (39,4 %); коренные американцы (0,1 %); азиаты (2,8 %); представители других рас (1,6 %) и представители двух и более рас (3,0 %). Латиноамериканцы всех рас составляют 2,2 % населения.
14,3 % населения города — лица в возрасте младше 18 лет; 48,7 % — от 18 до 24 лет; 16,6 % — от 25 до 44 лет; 11,3 % — от 45 до 64 лет и 9,2 % — 65 лет и старше. Средний возраст населения — 22 года. На каждые 100 женщин приходится 88,6 мужчин. На каждые 100 женщин в возрасте старше 18 лет — 87,3 мужчин.
Средний доход на домохозяйство — $19 016; средний доход на семью — $35 391. Средний доход на душу населения — $12 585. Примерно 20,5 % семей и 42,6 % населения проживали за чертой бедности.
Динамика численности населения города по годам:
| 1940 | 1950 | 1960 | 1970   | 1980   | 1990   | 2000   | 2010   |
| ---- | ---- | ---- | ------ | ------ | ------ | ------ | ------ |
| 5028 | 6097 | 8356 | 14 616 | 14 866 | 15 854 | 22 698 | 28 422 |

## Образование
В Стейтсборо расположен Южный университет Джорджии (англ. Georgia Southern University).

## Известные уроженцы
- Саттон Фостер — американская актриса, певица и танцовщица
- Дэнни Макбрайд — американский актёр